# الذكاء المدمر (فلم)
الذكاء المدمر هو فيلم غموض مصري من إخراج ناجي أنجلو  وبطولة كرم مطاوع، إيمان، مجدي وهبة، حسين الشربيني، محسن سرحان وهندية.

## نبذة
يمتلك أدهم فخري الكثير من الأموال، ولديه شركة ذات رأس مالٍ ضخم، ويحاول أن يوهم سكرتيرته جيهان بأنه غارق في حبها، ويريد الزواج منها. يقتحم المحامي رمزي سلطان مكتب أدهم ويطالبه بدفع تعويضات لأحد الذين تسبب في إيذائهم، لتكتشف جيهان أن أدهم يخدعها.

## طاقم العمل
- كرم مطاوع بدور أدهم فخري
- إيمان بدور جيهان
- مجدي وهبة بدور رمزي
- حسين الشربيني بدور علاء وكيل النيابة
- محسن سرحان بدور هاشم
- هندية بدور سناء

## وصلات خارجية
- مقالات تستعمل روابط فنية بلا صلة مع ويكي بيانات
- الذكاء المدمر على موقع الدهليز